# Дауд-хан Каррани
Дауд-хан Каррани (бенг. দাউদ খান কররানী; ? — 12 июля 1576) — последний (4-й) султан Бенгалии из династии Каррани (1572—1576). Младший сын бенгальского султана Сулеймана-хана Каррани (? — 1572), правившего в 1566—1572 годах. Во время правления своего отца он командовал большой армией из 40 000 всадников, 3 600 слонов, 140 000 пехоты и 200 пушек.

## Биография
В октябре 1572 года скончался бенгальский султан Сулейман-хан Каррани, правивший в 1566-1572 годах. Ему наследовал его старший сын, Баязид-хан Каррани. Но в том же году он был свергнут и убит своим двоюродным братом Хансу, который вскоре был убит приверженцами Сулейман-хана. В конце концов султанский престол занял Дауд-хан Каррани, младший сын Сулейман-хана.
Дауд-хан Каррани был недоволен тем, что он находится под верховной властью императора Великих Моголов Акбара, поэтому он решил начать войну с моголами, чтобы отстоять независимость Бенгалии.
Дауд-хан вторгся во владения Акбара Великого и осадил город Джамалия близ Газипура. Бенгальская армия сравняла с землей Джамалию и захватила городскую крепость. Акбар приказал своему военачальнику и губернатору Джаунпура Муним-хану выступить против Дауд-хана. Муним-хан встретился со своим другом, Луди-ханом, первым министром Дауд-хана, в Патне и заключил перемирие. Это соглашение не понравилось ни Акбару, ни Дауду. Позже Дауд казнил Луди-хана.
В 1573 году Муним-хан напал на Бихар, вынудив Дауд-хана отступить и укрыться в Патне. Дауд-хан послал своих военачальников Катлу Лохани, Гуджар-Хана Каррани и Шри Хари против армии Великих Моголов. Муним-хан вместе с Тодаром Малом и Ман Сингом двинулись на Хаджипур. После ожесточенной битвы бенгальцы и афганцы были на грани победы. Однако затем Акбар вновь захватил соседний крепость Хаджипур, который был источником провианта для бенгальской армии. Армия Дауд-хана отступила в Бенгалию. Акбар вернулся в столицу после назначения Муним-хана губернатором Бихара и Бенгалии. Тодар Мал тоже остался помогать ему.
3 марта 1575 года в Тукарои произошла ожесточенная битва между моголами и афганцами. В результате получилась ничья, и афганцы отступили в Каттак (Орисса). Моголы захватили Танду, столицу Бенгальского султаната. Муним-хан перенес столицу Бенгалии из Танды в Гаур. В договоре в Катаке Дауд-хан Каррани уступил Бенгалию и Бихар Империи Великих Моголов. Но он сохранил только Ориссу как свою собственность. Через полгода разразилась чума, и в октябре 1575 года бенгальский наместник Муним-хан внезапно скончался . Могольская армия была вынуждена отступить из Восточной Бенгалии от Калапахара и Ису-хана. Дауд-хан Каррани выступил из Ориссы, чтобы успешно вновь захватить Гаур.
Могольский император Акбар отправил новую армию под командованием Хана Джахан Кули, чтобы противостоять Дауд-хану. Он захватил Телиагархи и двинулся к Раджмахалу. Две армии встретились на поле битвы при Раджмахале. Битва продолжалась много дней. Поскольку борьба становилась слишком трудной для Акбара, он попросил губернатора Бихара, Музаффар-Хана Турбати и других могольских генералов присоединиться к нему. С другой стороны, Дауд-хана сопровождали другие главные афганские лидеры, такие как Джунаид и Кутлу-хан . После ожесточенной битвы 12 июля 1576 года Дауд-хан Каррани был окончательно разбит, взят в плен и казнен. После его смерти Бенгалия перешла под прямое правление Моголов в качестве отдельной провинции (субы), во главе которой стояли назначенные могольским падишахом субадары.